# Championnat d'Union soviétique de football 1973
Navigation
Saison 1972 Saison 1974
La saison 1973 de Vyschaïa Liga est la 35e édition du Championnat d'URSS de football.
Lors de cette saison, le Zaria Vorochilovgrad va tenter de conserver son titre de champion d'URSS face aux 15 meilleurs clubs soviétiques lors d'une série de matchs aller-retour se déroulant sur toute l'année. 
Trois places sont qualificatives pour les compétitions européennes, la quatrième place étant celle du vainqueur de la Coupe d'URSS 1973, ou le finaliste si le vainqueur est déjà qualifié pour la Coupe des clubs champions par le biais du championnat.

## Qualifications en Coupe d'Europe
À l'issue de la saison, le champion participera à la Coupe des clubs champions 1974-1975.
Le vainqueur de la Coupe d'URSS 1973 participera à la Coupe des coupes 1974-1975, si ce club est le champion, alors le finaliste de la coupe le remplacera.
Les deux places pour la Coupe UEFA 1974-1975 sont attribuées aux deuxième et troisième du championnat si ceux-ci ne sont pas les vainqueurs de la coupe, si c'est effectivement le cas la place reviendra au quatrième.

## Clubs participants

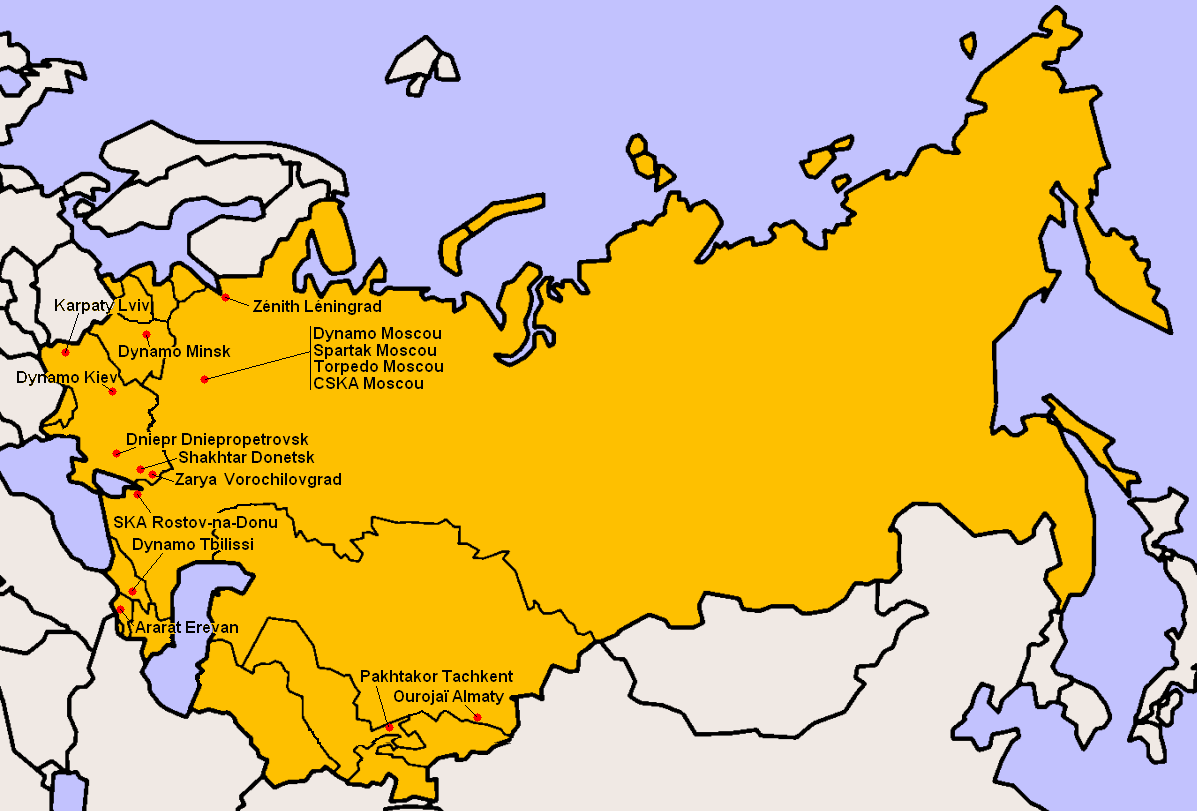
Localisation des clubs engagés dans le championnat.

- Premier tour de la Coupe des clubs champions 1973-1974
- Premier tour de la Coupe des coupes 1973-1974
- Premier tour de la Coupe UEFA 1973-1974
- Promu de deuxième division

| Club                   | Présent depuis | Classement 1972 | Entraîneur                | Stade                | Capacité |
| ---------------------- | -------------- | --------------- | ------------------------- | -------------------- | -------- |
| Zaria Vorochilovgrad   | 1967           | 1er             | Vsevolod Blinkov (en)     | Stade Avangard       | 31 243   |
| Dynamo Kiev            | 1936           | 2e              | Valeri Lobanovski         | Stade central        | 83 450   |
| Dinamo Tbilissi        | 1936           | 3e              | Aleksandr Kotrikadze (ru) | Stade Lénine-Dinamo  | 55 000   |
| Ararat Erevan          | 1966           | 4e              | Nikita Simonian           | Stade Hrazdan        | 69 000   |
| CSKA Moscou            | 1954           | 5e              | Valentin Nikolaïev        | Stade central Lénine | 84 745   |
| Dniepr Dniepropetrovsk | 1972           | 6e              | Viktor Kanevski           | Stade Meteor         | 26 400   |
| Zénith Léningrad       | 1938           | 7e              | German Zonine             | Stade Kirov          | 72 000   |
| Dinamo Minsk           | 1960           | 8e              | Ivan Mozer                | Stade Dinamo         | 41 100   |
| Torpedo Moscou         | 1938           | 9e              | Valentin Ivanov           | Stade Torpedo        | 12 300   |
| Dinamo Moscou          | 1936           | 10e             | Gavriil Kachalin          | Stade Dinamo         | 36 540   |
| Spartak Moscou         | 1936           | 11e             | Nikolaï Gouliaïev         | Stade central Lénine | 84 745   |
| SKA Rostov             | 1959           | 12e             | Boris Iakovlev (ru)       | Stade central (en)   | 27 300   |
| Kaïrat Almaty          | 1971           | 13e             | Artiom Falian (en)        | Stade central        | 26 300   |
| Karpaty Lvov           | 1971           | 14e             | Valentin Bouboukine       | Stade Droujba        | 28 100   |
| Pakhtakor Tachkent     | 1973           | 1er (D2)        | Viatcheslav Soloviov      | Stade Pakhtakor      | 60 000   |
| Chakhtior Donetsk      | 1973           | 2e (D2)         | Oleh Bazylevych (en)      | Stade Chakhtior      | 31 800   |

### Changements d'entraîneurs
| Club                   | Entraîneur partant | Date de départ | Entraîneur arrivant | Date d'arrivée |
| ---------------------- | ------------------ | -------------- | ------------------- | -------------- |
| Torpedo Moscou         | Viktor Maslov      | août 1973      | Valentin Ivanov     | septembre 1973 |
| Dynamo Kiev            | Aleksandr Sevidov  | octobre 1973   | Valeri Lobanovski   | octobre 1973   |
| Dniepr Dniepropetrovsk | Valeri Lobanovski  | octobre 1973   | Viktor Kanevski     | octobre 1973   |

## Compétition

### Classement
Durant cette saison et avec l'objectif de diminuer le nombre de matchs nuls dans la saison, une règle spéciale a été utilisée en cas de match nul, les deux équipes prenaient part à une séance de tirs au but, l'équipe qui l'emportait marquait un point, l'autre zéro. Dans le classement ci-dessous, les nuls sont indiqués ainsi : (Nombre de nuls gagnés)/(Nombre de nuls perdus)